# العالم القديم

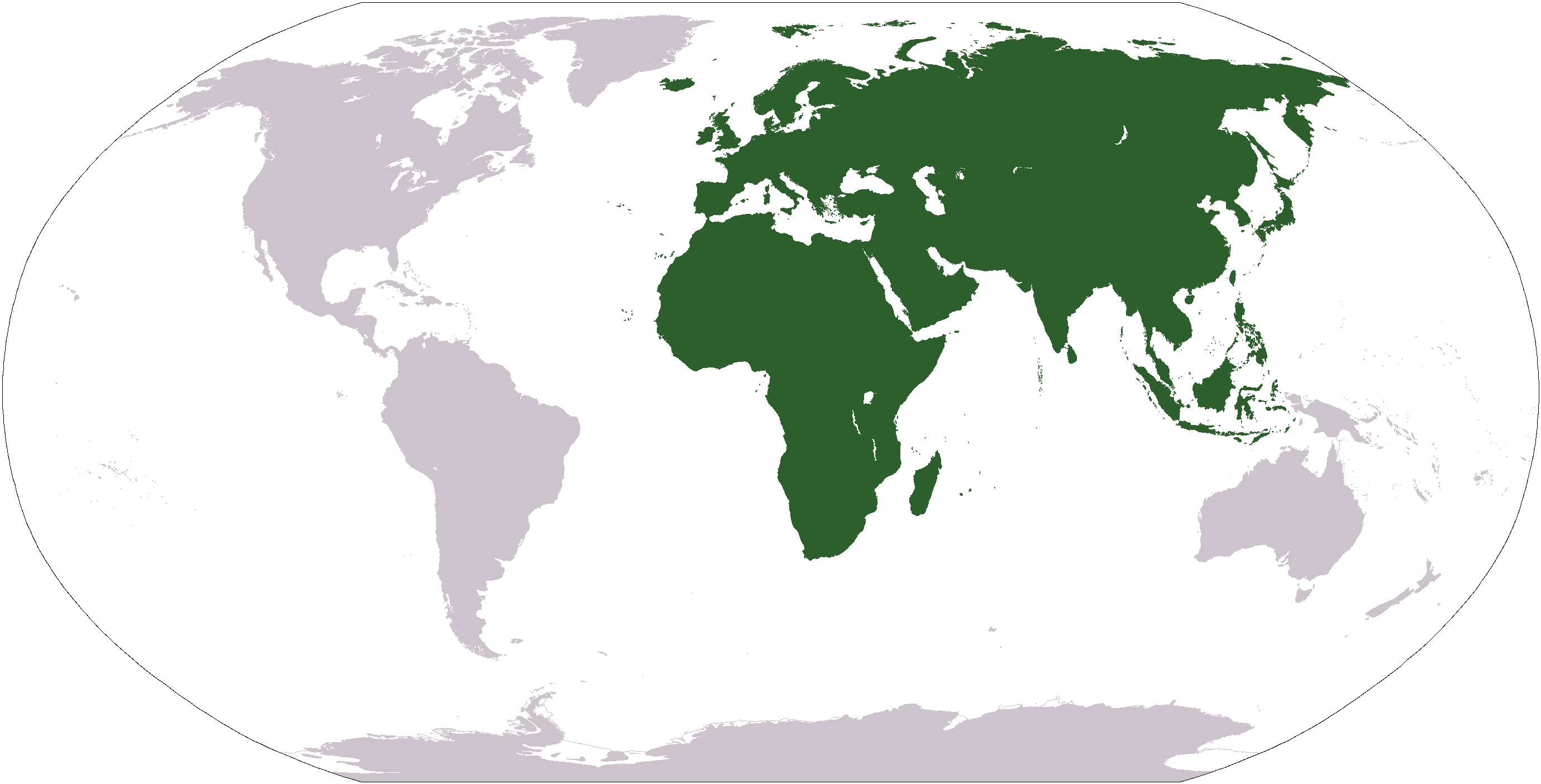
العالم القديم ذو اللون الأخضر.

العالم القديم مصطلح يعبر عن القارات التي كانت معروفة منذ ما قبل رحلة كريستوفر كولمبوس، وهي آسيا وأوروبا وأفريقيا، والجزر المحيطة بهذه القارات. في حين هناك مصطلح آخر هو العالم الجديد، وهي قارة أمريكا الشمالية وقارة أمريكا الجنوبية.